# Metoda Mohra (chemia)
Metoda Mohra – metoda argentometryczna oznaczania chlorków w nieznanych roztworach wodnych. Metoda ta polega na bezpośrednim miareczkowaniu obojętnego roztworu chlorku mianowanym roztworem AgNO3 w obecności K2CrO4 jako wskaźnika. Metodę Mohra można wykorzystać także do oznaczania bromków, nie nadaje się natomiast do oznaczenia jodków i tiocyjanianów z uwagi na silną adsorpcję jonów chromianowych przez ich sole srebrowe.

## Reakcje zachodzące podczas oznaczania
W czasie miareczkowania wytrąca się trudno rozpuszczalny osad AgCl:
Ag+ + Cl− → AgCl↓
Gdy cała ilość jonów Cl− zostanie wytrącona, nadmiar roztworu AgNO3 wytrąca chromian srebra, którego brunatnoczerwone zabarwienie wskazuje na koniec miareczkowania:
2Ag+ + CrO42− → Ag2CrO4↓
Odczyn badanego roztworu powinien mieścić się w granicach 7–10,5, ponieważ w roztworach kwaśnych (pH<7) z chromianów powstają dichromiany:
2CrO42− + 2H+ → Cr2O72− + H2O
Natomiast w roztworach zasadowych (pH>10,5) następuje wytrącenie osadu Ag2O:
2Ag+ + 2OH− → Ag2O↓ + H2O
Powstanie powyższych związków może być przyczyną dużego błędu miareczkowania.